# Charles Proctor
Charles Nancrede Proctor (* 4. Januar 1906 in Columbia; † 1. Februar 1996 in Scotts Valley) war ein US-amerikanischer Skisportler.
Proctor belegte bei seiner einzigen Teilnahme an Olympischen Winterspielen im Februar 1928 in St. Moritz den 44. Platz über 18 km, den 26. Rang in der Nordischen Kombination und den 14. Platz im Skispringen. Von 1938 bis 1958 war er Direktor des Skibetriebs im Yosemite-Nationalpark.